# Національна бібліотека Узбекистану імені Алішера Навої
Націона́льна бібліоте́ка Узбекиста́ну і́мені Аліше́ра Навої́ — національна бібліотека, державна науково-дослідна установа, інформаційний та культурно-просвітницький центр, головне книгосховище та методичний центр бібліотек Узбекистану, одне з найбільших та найстаріших книгосховищ центральноазіатського регіону.
Національна бібліотека Узбекистану була утворена 12 квітня 2002 р. Постановою Кабінету Міністрів Узбекистану шляхом об'єднання Державної бібліотеки республіки Узбекистан імені Алішера Навої та Державної науково-технічної бібліотеки Узбекистану.
Попередниця Національної бібліотеки — Державна бібліотека республіки Узбекистан імені Алішера Навої — була заснована у 1870 році як Ташкентська публічна бібліотека. У 1920 році набула статусу державної і нову назву — Державна публічна бібліотека Узбекистану. Станом на 1925 рік фонди бібліотеки налічували понад 140 тисяч одиниць зберігання. З 1920-х років бібліотека одержує обов'язкові примірники видань Туркестанського краю. У 1933 році урядом Узбецької РСР бібліотека оголошена центральним республіканським сховищем східних рукописів. У кінці 1930-х років Державна публічна бібліотека стала методичним центром для бібліотек республіки. У 1947 році бібліотеці присвоєне ім'я великого узбецького поета Алішера Навої.